# Nossa Senhora de Częstochowa
Nossa Senhora de Częstochowa (em polonês/polaco:  Matka Boska Częstochowska, em latim: Imago thaumaturga Beatae Virginis Mariae Immaculatae Conceptae, in Claro Monte) é um título católico de Maria Santíssima, consagrada como a padroeira da  Polônia. É também conhecida no Brasil como Nossa Senhora do Monte Claro. O ícone se encontra no Mosteiro de Jasna Góra (Monte Claro) em Częstochowa, Polônia. Vários Pontífices reconheceram o ícone venerado, começando com o Papa Clemente XI que emitiu uma coroação canônica para a imagem em 8 de setembro de 1717.

## O ícone
A pintura exibe uma composição tradicional bem conhecida nos ícones dos cristãos orientais. O ícone é uma variante do tipo "Hodegetria". Nela, a Virgem desloca a sua atenção, apontando a mão direita em direção a Jesus como a fonte da salvação. Por sua vez, a criança estende a mão direita para o espectador em sinal de benção enquanto segura um livro de evangelhos na mão esquerda. O ícone mostra a Virgem vestida com um manto de flor-de-lis.
As origens do ícone e a data de sua composição ainda são contestadas entre os estudiosos. Há uma dificuldade em estudar o ícone, pois sua imagem original foi repintada após ter sido gravemente danificada por invasores hussitas (seguidores das idéias religiosas de João Huss) em 1430. As tábuas de madeira que apóiam a pintura foram quebradas. Como a tela ficou muito danificada, a solução dos restauradores medievais foi repintar a tela. As características originais de um ícone ortodoxo foram suavizadas.

## História
O ícone de Nossa Senhora de Częstochowa tem sido intimamente associado à Polônia nos últimos 600 anos. Sua história antes da sua chegada à Polônia está envolta em numerosas lendas que traçam a origem do ícone por São Lucas, que pintou em uma mesa de cedro na casa da Sagrada Família. A mesma lenda sustenta que a pintura foi descoberta em Jerusalém em 326 por Santa Helena, que a trouxe de volta para Constantinopla e a apresentou a seu filho Constantino o Grande.

### Chegada em Częstochowa
Os documentos mais antigos de Jasna Góra afirmam que a imagem viajou de Constantinopla para a cidade de Belz. Eventualmente entrou na posse de Władysław Opolczyk, duque de Opole, e conselheiro de Luís, o Grande, rei da Polônia e Hungria. Antigas fontes ucranianas afirmam que, a imagem foi levada para Belz com muita cerimônia e honras pelo rei Leão I da Galiza e mais tarde tirado por Władysław do castelo de Belz, quando a cidade foi incorporada ao reino polonês. Uma história popular conta que no final de agosto de 1384, Władysław estava passando em Częstochowa quando seus cavalos se recusaram a continuar. Ele foi avisado em um sonho de deixar o ícone em Jasna Góra.
Os historiadores da arte dizem que a pintura original era um ícone bizantino criado em torno do século VI ou IX. Eles concordam que o príncipe Władysław trouxe para o mosteiro no século XIV.

### Aprovações pontifícias
Vários Pontífices reconheceram a imagem:
- O Papa Clemente XI foi o primeiro Pontífice a emitir a Coroação Canônica para a imagem em 8 de setembro de 1717.
- O Papa Pio X emitiu outra coroação canônica, substituindo as coroas em 22 de maio de 1910.
- O Papa João Paulo II emitiu outra coroação como nativa da Polônia, que foi colocada em 26 de agosto de 2005.

### Veneração

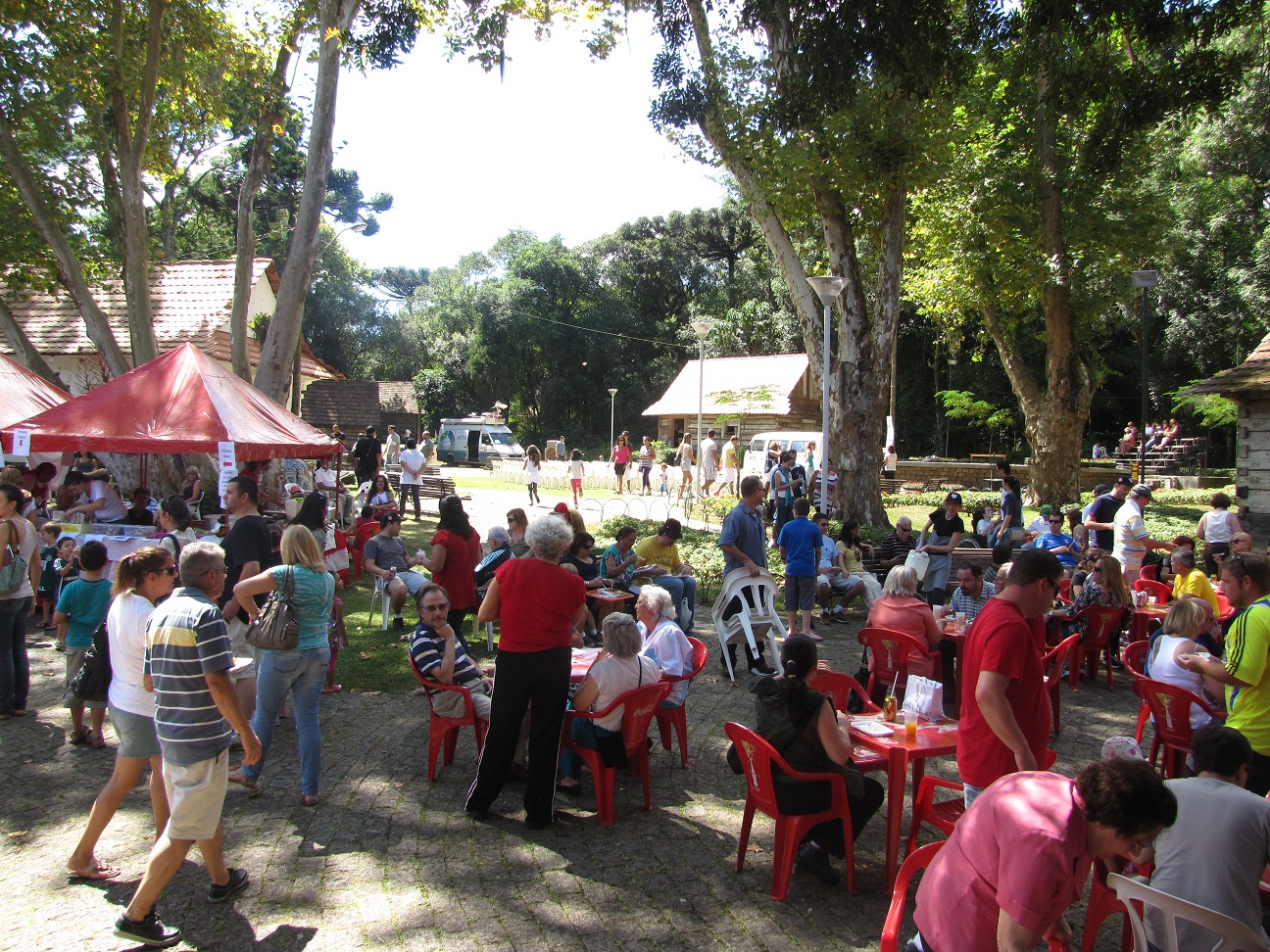
Festa de Nossa Senhora de Czestochowa, no Paraná, Brasil.

Por ser padroeira da Polônia, a imagem é venerada em todo o país. Os cristãos ortodoxos também veneram o ícone de Częstochowa, sendo popular na Ucrânia e em alguns lugares da Bielorrússia e da Rússia. Os ucranianos tem uma devoção especial por Nossa Senhora de Częstochowa e é frequentemente mencionado em canções ucranianas dos séculos XVI e XVII.